# アルクマール
アルクマール（Alkmaar [ˈɑl(ə)kmaːr] ( 音声ファイル)）はオランダの都市。北ホラント州に属する。人口は約9万4千人（2005年）。

## 地勢・産業
家畜、乳製品、穀物の集散地としての役割を果たすほか、教会オルガンの生産地としても知られる。かつては、帆船の帆布生産も盛んであった。また、寒冷期を除いては、毎週チーズ市が開催されることでも有名である。近隣の都市としては、約30キロメートル南にハールレム、30キロメートル南東にアムステルダムが位置している。

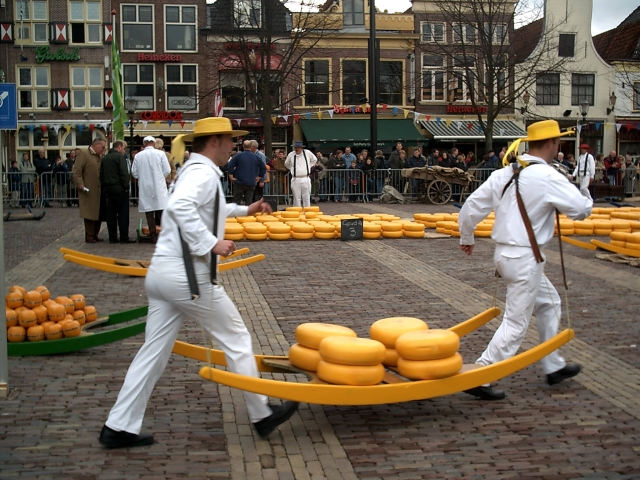
チーズ市場

## 歴史
中世初期には小さな漁港があるのみであった。11世紀頃に教会が建てられ、1254年に都市権を獲得した。16世紀後半より続くスペインからの独立戦争では、スペイン軍の激しい攻撃に耐え抜いたことで知られている。近世以降、北ホラント地方の交易の中心地として発展した。

## 観光
かつて使用された風車が保存されている。また、大規模なチーズ市があることと関連して、チーズ博物館が設けられている。

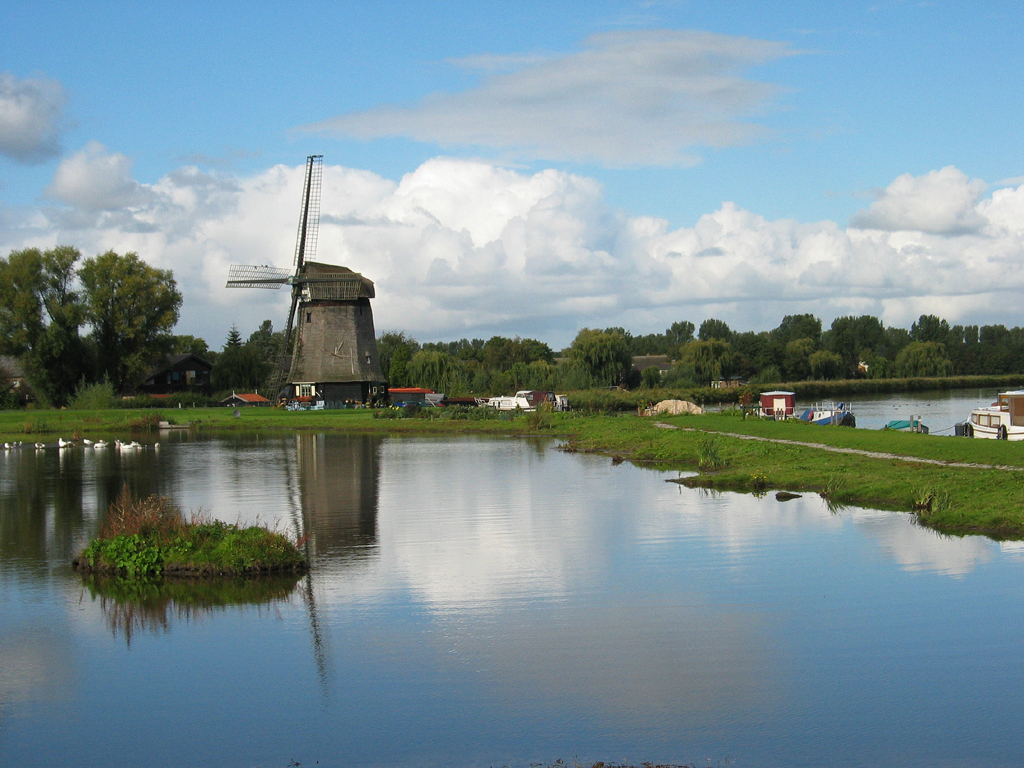
風車

## スポーツ
- AZアルクマール - アルクマールを本拠地とするサッカークラブ。近年はFCトゥウェンテとともにオランダの三強（アヤックス・アムステルダム、PSVアイントホーフェン、フェイエノールト）を脅かす活躍をみせ、2008-09シーズンには28年ぶりにエールディヴィジを制している。

## 出身者
- マーテン・ファン・デル・バイデン - 2008年北京オリンピックのオープンウォータースイミング男子金メダリスト。
- ハーム・オッテンブロス - 1969年世界選手権自転車競技大会プロ・ロードレース優勝者
- ヨハン・デ・ヴィット - 元スピードスケート日本代表ヘッドコーチ

## 姉妹都市
- バース、イギリス
- ダルムシュタット、ドイツ
- トロワ、フランス
- タタ、ハンガリー
- ベルガマ、トルコ
- オイテンハーヘ、南アフリカ